# Katherine Harley
Katherine Harley (Ripple Vale, Deal, 3 maggio 1855 – Monastir, 7 marzo 1917) è stata una militare e attivista britannica; da suffragetta nel 1913 propose e organizzò il Grande Pellegrinaggio per conto dell'Unione Nazionale delle Società di Suffragio Femminile. Durante la prima guerra mondiale contribuì a fondare e organizzare il Corpo di emergenza femminile.

## Primi anni e mezza età: 1855-1914
Katherine Harley nacque nel Kent, in Inghilterra, il 3 maggio 1855, la più giovane di sei figlie di Margaret French, nata Eccles e di suo marito John Tracy William French, un comandante della Royal Navy dell'Irlanda. Tra i fratelli di Katherine c'erano una sorella maggiore, Charlotte, in seguito Charlotte Despard, nata nel 1844, e John Denton Pinkstone French, in seguito primo Conte di Ypres, (nato nel 1852). Il padre di Katherine morì prima che lei nascesse e sua madre fu rinchiusa in un manicomio nel 1867; Katherine fu allevata da parenti.
Sposò l'8 gennaio 1877 il colonnello George Ernest Harley, CB, di Condover House, Shropshire, un ufficiale dei Buffs, dal quale ebbe un figlio e due figlie. Suo marito morì il 22 luglio 1907 all'età di 62 anni.
Nel 1910 si unì alla National Union of Women's Suffrage Societies (NUWSS) e divenne la tesoriera onoraria della regione delle Midlands. Fu nominata presidente della filiale dello Shropshire della NUWSS nel 1913. Era anche membro della Church League for Women's Suffrage. Nel 1913 propone e organizza il Great Pilgrimage. Il pellegrinaggio era una marcia lungo sei percorsi per convergere su Hyde Park, Londra, dove ci sarebbe stato un raduno di suffragette. La marcia si svolse tra il 18 giugno e il 26 luglio 1913.

## Prima guerra mondiale

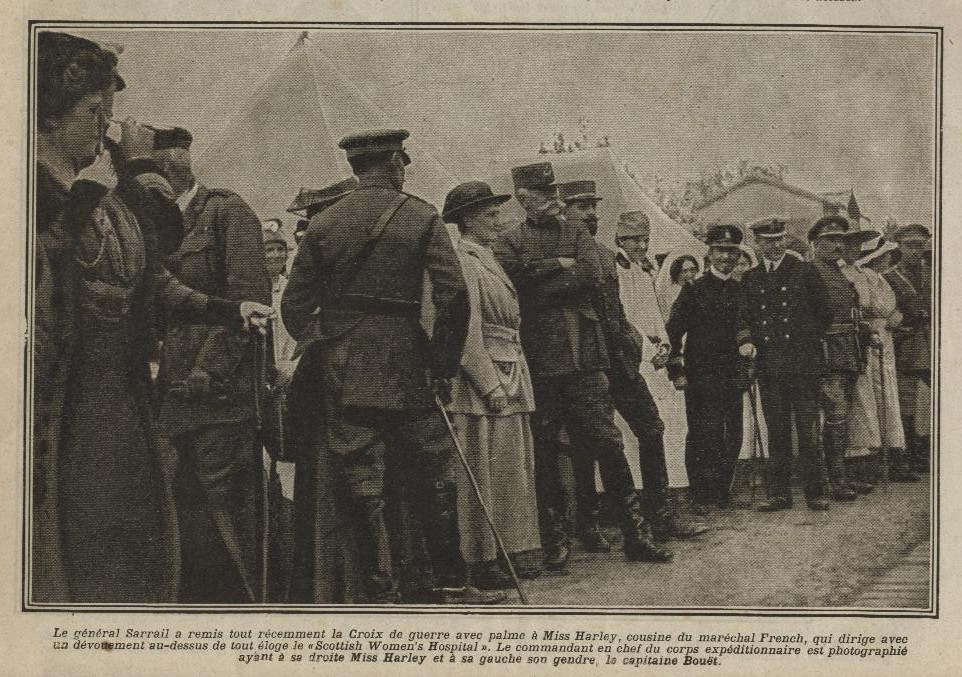
Katherine Harley riceve la Croix de Guerre dal Generale Sarrail

Nel 1914 si offrì volontaria per assistere lo sforzo bellico prestando servizio come infermiera presso gli Scottish Women's Hospitals for Foreign Service (SWH) in Francia, dove ricevette la Croix de guerre 1914-1918 (Francia).
Divenne direttrice dell'ospedale che l'organizzazione SWH di Elsie Inglis aveva localizzato nell'Abbazia di Royaumont, 40 chilometri a nord di Parigi, da gennaio ad aprile 1915 e poi diresse l'ospedale installato sotto le tende nel Domaine de Chanteloup, Sainte-Savine, vicino a Troyes, da giugno a ottobre 1915.
Alla fine del 1915 si trasferì in Grecia per fare l'infermiera sul Fronte Balcano. Nel giugno 1916 istituì un'unità di ambulanze motorizzate assegnata all'esercito reale serbo in Macedonia che operava vicino alla linea del fronte, spesso di notte, nonostante gli ordini distrettuali contrari.
Nel dicembre 1916 lasciò il servizio degli Scottish Women's Hospitals for Foreign Services per unirsi a un'unità di ambulanze indipendente al servizio della popolazione civile di Monastir, in Serbia (ora nella Repubblica della Macedonia del Nord). Affittò una casa a Monastir dopo la sua cattura e fu lì, il 7 marzo 1917, che venne uccisa da una granata.
Fu sepolta il 10 marzo nella città di Salonicco. Al suo funerale parteciparono il Generale Milne, comandante delle forze britanniche nei Balcani e Giorgio, principe ereditario di Serbia.

## I suoi memoriali
La sua lapide, una grande croce di pietra bianca nel cimitero militare di Salonicco (Lembet Road), recita "Sulla tua tomba invece dei fiori sboccerà la gratitudine dei serbi".
È commemorata due volte nella chiesa parrocchiale di Condover nello Shropshire, su una targa su un paravento di quercia eretto in memoria di suo marito e di lei stessa e sulla lapide commemorativa della prima guerra mondiale della parrocchia che la cita erroneamente come "Katherine Ellen Harley". Appare anche sul monumento ai caduti della parrocchia nella Cappella della Trinità della Chiesa di Santa Maria, Shrewsbury.
Un fondo commemorativo fu raccolto dalla Women's' Citizens Association nel 1924, che in parte servì per dotare di una branda la Infermeria Reale Salop di Shrewsbury e in parte fu investito in Conversion Stock per finanziare l'assegnazione annuale delle medaglie Sister Harley Memorial in oro e argento a due studentesse infermiere che hanno ottenuto il massimo dei voti agli esami; questo fu assegnato durante l'esistenza dell'ospedale che chiuse nel 1977.

## Persone e istituzioni collegati
- Elsie Inglis Memorial Maternity Hospital
- Scottish Women's Hospitals for Foreign Service
- Eveline Haverfield
- Elizabeth Ness MacBean Ross
- Leila Paget
- Mabel St Clair Stobart
- Josephine Bedford
- Elsie Inglis
- Isabel Emslie Hutton